# Борки (Львовский район)
Борки (укр. Бірки) — село в Добросинско-Магеровской сельской общине Львовского района Львовской области Украины.
Население по переписи 2001 года составляло 185 человек. Занимает площадь 0,67 км². Почтовый индекс — 80327. Телефонный код — 3252.